# 扎盧克瓦
49°7′9″N 24°42′40″E / 49.11917°N 24.71111°E
扎盧克瓦（烏克蘭語：Залуква），是烏克蘭西部的村莊，隸屬伊萬諾-弗蘭科夫斯克州的伊萬諾-弗蘭科夫斯克區。該村始建於1940年，面積14.2平方公里，2001年人口2,403，人口密度每平方公里169.8人。